# Masoveria del Molins
La Masoveria del Molins és una masia de Viladrau (Osona) inclosa a l'Inventari del Patrimoni Arquitectònic de Catalunya.

## Descripció
Masia de planta gairebé quadrada (17x19) coberta a quatre vessants, una de les quals (la central) és de grans dimensions i desguassa a la façana principal de ponent; les cobertes laterals un xic més alçades són cobertes a tres vessants. Està edificada en el pendent del terreny, i consta de planta i dos pisos (excepte la façana de ponent). La façana principal, que està parcialment adossada al pendent i dona a l'era a peu de primer pis, presenta a la planta un portal central rectangular amb emmarcaments de granit i dues finestres laterals de granit i gres vermell respectivament amb forjat; al primer pis presenta quatre finestres en el cos central i una per banda als laterals. La façana S, la meitat de la qual està adossada a la casa dels amos, presenta a la planta dos portals d'arc escarser al primer pis, presenta una finestra de gres amb ampit motllurat i escripturada (Maria Vidal i Molins 1798), i una arcada de porxo amb barana de fusta; al segon pis dues finestres quadrades i dues obertures a les golfes. La façana N presenta a la planta dues espieres, al primer pis tres, al segon set i quatre de petites a les golfes.

## Història
Edifici del segle xviii relacionat amb l'antic mas Molins que formava part dels 82 masos que existien en el municipi pels volts de 1340, segons consta en els documents de l'època. El trobem registrat en els fogatges de la "Parròquia i terme de Viladrau fogajat a 6 de octubre 1553 per Joan Masmiguell balle com apar en cartes 230", juntament amb altres 32 que continuaven habitats després del període de pestes, on consta un tal "Salvedor Molins". Els actuals propietaris no mantenen la cognominació d'origen.